# Michael Albert
Michael Albert (n. 8 de abril de 1947) é um economista, palestrante, escritor e crítico político norte-americano. Desde o final da década de 1970 que tem publicado livros, artigos e outras contribuições sobre uma ampla gama de assuntos. Ele também montou suas próprias mídias, revistas e podcasts. Albert é conhecido por ajudar a desenvolver a teoria socioeconômica da economia participativa.

## Biografia
Albert nasceu na cidade de Nova York e cresceu em New Rochelle, Nova York. Em 1965, Albert estava estudando física no MIT. Ele se opôs ao financiamento da universidade pelos militares americanos. Isso, junto com o movimento pelos direitos civis, levou Albert a se tornar politicamente ativo.   Ele se tornou um membro do Students for a Democratic Society e se opôs à Guerra do Vietnã. Ele foi expulso do MIT, em janeiro de 1970, por comportamento perturbador,   embora alegasse que as acusações foram "inventadas". 
Albert fundou a editora South End Press em 1977  junto com Lydia Sargent e Juliet Schor,  entre outros.
Em 1987 Albert fundou a Zeta Magazine com Sargent.  A revista focou no pensamento libertário e anarquista.  Ela foi renomeada Z Magazine em 1989. 
Em 1990–91 Albert e Robin Hahnel trabalharam no esboço de suas ideias em torno da economia participativa. Eles publicaram Looking Forward e The Political Economy of Participatory Economics, com o último incluindo um modelo econômico do sistema.   Doug Brown, escrevendo no Journal of Economic Issues, disse que sua alternativa aos mercados era nova, mas principalmente de interesse acadêmico. 
Em 1995, a organização Z Magazine se diversificou fornecendo conteúdo online e treinamento de mídia. Junto com a revista, os empreendimentos são conhecidos coletivamente como Z Communications . 
Em 2003 Parecon: Life After Capitalism foi publicado, descrevendo ainda mais a economia participativa em um formato mais acessível e menos acadêmico.  O livro foi traduzido para 20 idiomas.  Albert falou no Fórum Social Mundial no mesmo ano.  Ele falou no Fórum Social Europeu em 2004. 
Albert foi membro fundador da Organização Internacional para uma Sociedade Participativa, em 2012. 
Sean Michael Wilson criou uma história em quadrinhos baseada em Albert e suas ideias em 2013. 

## Crítica
Em 2006, David Schweickart escreveu uma crítica detalhada da economia participativa chamada Nonsense on Stilts: Michael Albert's Parecon. Ele afirmou que três características fundamentais do sistema econômico são falhas. 

### Coautoria
- Unorthodox Marxism, with R. Hahnel (1978)
- Socialism Today and Tomorrow, with R. Hahnel (1981)
- Marxism and Socialist Theory, with R. Hahnel (1981)
- Liberating Theory, with Holly Sklar, Lydia Sargent, Mel King, Robin Hahnel, Noam Chomsky and Leslie Cagan (1986)
- Talking about a Revolution: Interviews with Michael Albert, Noam Chomsky, Barbara Ehrenreich, Bell Hooks, Peter Kwong, Winona LaDuke, Manning Marable, Urvashi Vaid, Howard Zinn (1998)
- Quiet Revolution in Welfare Economics, with R. Hahnel (1990) Princeton University Press, ISBN 9780691604510[22]
- Looking Forward: Participatory Economics for the Twenty First Century, with R. Hahnel (1990)
- The Political Economy of Participatory Economics, with R. Hahnel (1991) Princeton University Press, ISBN 9780691003849